# Schoenus nigricans
Schoenus nigricans es una especie de planta herbácea de la familia Cyperaceae. Es nativa de Eurasia, partes de África, Australia, y sur de Norteamérica, incluido México y sur de Estados Unidos. 

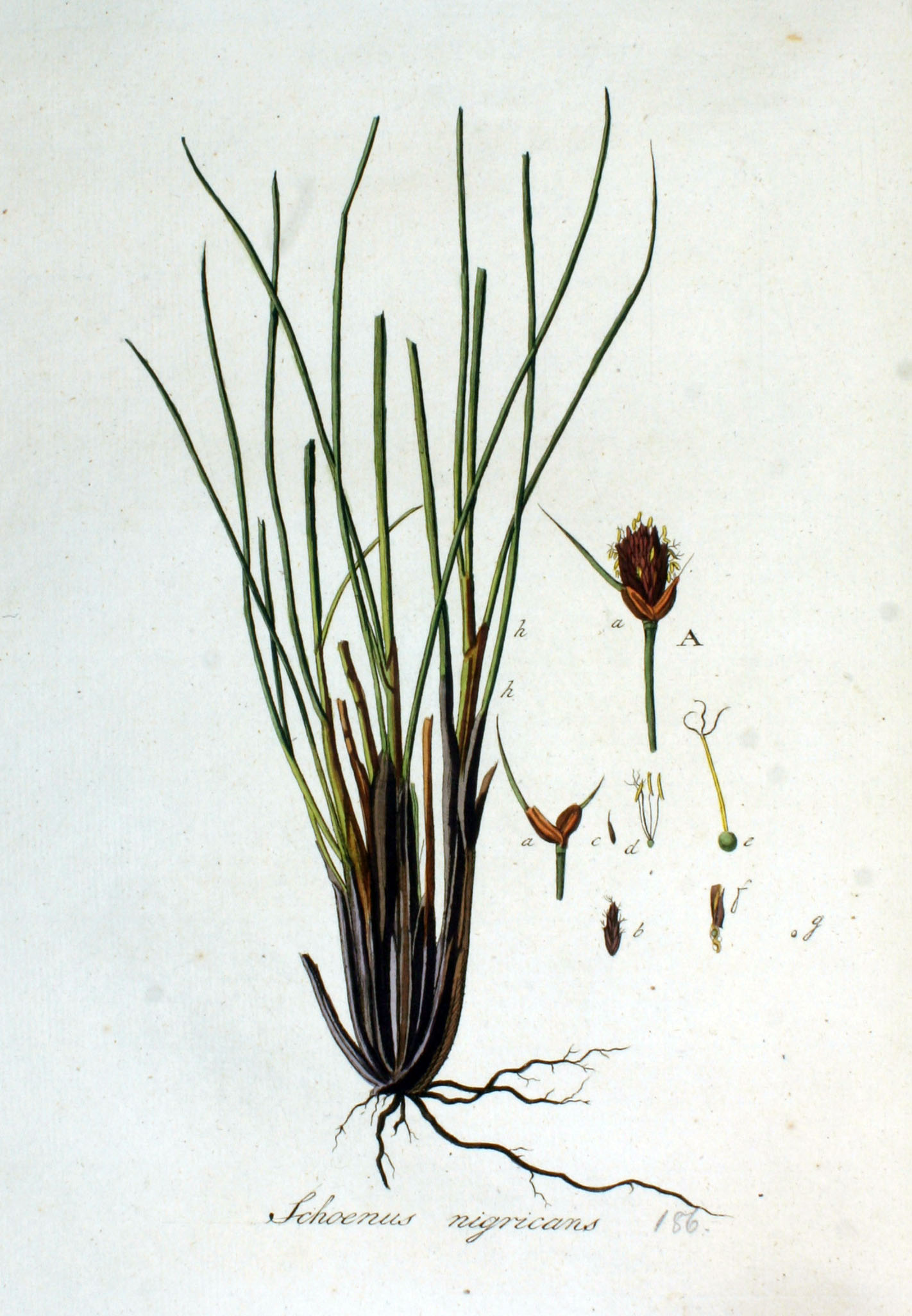
Ilustración

## Descripción
Es una planta con rizoma densamente espinoso, con fascículos desde los numerosos tallos y hojas. Tallos de 15-80 cm, redondeados, lisos. Hojas numerosas, rara vez sobrepasando a los tallos, con vainas negruzcas o pardo-rojizas y limbo canaliculado, rígido. Inflorescencia de 10-17 x 5-15 mm, formada por 7-17 (-20) espiguillas sentadas, con 2 brácteas; la inferior de (0-) 0,5-30 mm, generalmente mucho más largas que la inflorescencia. Espiguillas lanceoladas, pardo-negruzcas. Glumas de 5-9 mm, pardo-negruzcas; las inferiores lisas; las superiores escábridas. Aquenios se 1,5-2 mm, obovoideos, trígonos, blancos, brillantes. Tiene un número de cromosomas de 2n=44,54. Florece de marzo a junio.

## Taxonomía
Schoenus nigricans fue descrita por Carlos Linneo y publicado en Species Plantarum 1: 43. 1753.
Sinonimia
- Blysmus bonannii (C.Presl) Steud.
- Chaetospora nigricans (L.) Kunth
- Chaetospora oligostachya Boeckeler
- Elynanthus spathaceus Nees
- Schoenus aggregatus Thunb.
- Schoenus bonannii C.Presl
- Schoenus compressus C.Presl
- Schoenus hypomelas Spreng.
- Schoenus nigricans var. ambiguus Kük.
- Schoenus nigricans var. plurisquamatus Kük.
- Scirpus compressus subsp. bonannii (C.Presl) K.Richt.	[3]